# تو آنجا خواهی بود؟
تو آنجا خواهی بود؟ (به انگلیسی: Will You Be There?) یک فیلم درام محصول کره جنوبی است که در سال ۲۰۱۶ بر اساس رمانی با همین نام نوشته گیوم موسو ساخته شد. کیم یون سوک و بیون یو-هان از بازیگران اصلی این فیلم هستند. بیون یو-هان در این فیلم جایزه بهترین بازیگر در جشنواره فیلم سینمای طلایی در سال ۲۰۱۷ را به‌دست‌آورد.